# 2015-2016년 레바논 시위
2015년 레바논 시위(아랍어: الاحتجاجات اللبنانية 2015)는 레바논 수도에 위치한 쓰레기 매립지가 한달 전 폐쇄된 이후 정부가 폐기물 처리에 실패하여 일어난 시위이다. 이후 지지부진한 선거 등 여러 정치문제와 겹처 시위대는 앗샤압 유리드 으스꽛 안니담(아랍어: الشعب يريد إسقاط النظام)를 외치면서 이에 항의하고 있다. 이 문구는 지난 아랍의 봄 시기에 널리 쓰였던 것이었다.

## 같이 보기
- 백향목 혁명
- 2006년~2008년 레바논 시위
- 2011년 레바논 반정부 시위
- 2011년 레바논 시위